# Glândula de tinta

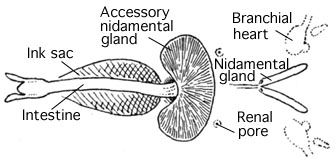
Ilustração que mostra a posição da glândula de tinta (ink sac) dentro de um Chtenopteryx sicula

Uma glândula de tinta é um órgão presente nos moluscos cefalópodes como o polvo, a lula e o choco, que é responsável pela produção e armazenagem de um fluido de coloração escura. Quando esses animais a utilizam, uma nuvem de tinta é liberada na água, por meio de um ducto ligado ao ânus e conectado e aberto na base do sifão, servindo como uma manobra para confundir um eventual predador. Algumas espécies usam este mecanismo para paralisar uma presa ou bloquear um ataque de um indivíduo da mesma espécie.